# Camille Flammarion
Nicolas Camille Flammarion (Montigny-le-Roi, 1842. február 26. – Juvisy-sur-Orge, 1925. június 3.) francia csillagász, tudománynépszerűsítő, tudós. (Csillagászati fametszeteket is készített.)

## Életpálya
Egyházi szolgálatra készülve eleinte teológiát tanult Langres-ban és Párizsban, majd csillagászattal kezdett foglalkozni. 1858-tól a párizsi obszervatóriumban dolgozott. Egy időben Bureau des longitudes munkatársa volt.
1865-ben a Cosmos, majd a Siecle szerkesztőségébe lépett mint munkatárs és szélesebb körben ismertté vált csillagászati cikkei és előadásai révén. 1883-ban Juvisy-sur-Orge-ban magánobszervatóriumot létesített, ahol számos megfigyelést végzett, különösen a Marsról. Megalapította a Francia Csillagászati Társaságot (Société Astronomique de France), valamint a Bulletin de la Société de France-ot, a nemzetközi jelentőségű tudományos folyóiratot. Meteorológiai észleléseket is végzett több ezer méterre emelkedő léggömb-felszállásai során 1868-ban. Mint a havre-i tengerészeti kiállítás tudományos osztályának elnöke sokat tett, hogy csillagászati tanulmányok iránt minél szélesebb körben érdeklődjenek. Generációk nőttek fel népszerű csillagászati könyvein, amelyeket számos nyelvre lefordítottak. Számos nagy sikerű csillagászati, légkörtani és geofizikai ismeretterjesztő munkát írt, termékeny szerző volt. 1878-ban kiadott kettős-csillag katalógusa a maga korában alapvető munkának számított. Meggyőződéssel képviselte azt a nézetet, hogy a Földön kívül is vannak élőlények, nem idegenkedett némi spiritiszta és hasonló irányú felfogástól; a bolygók és első sorban a Mars lakottságának buzgó előharcosa volt. Ennek a kérdésnek valláserkölcsi problémákkal való összekapcsolásából támadt Uranie c. műve.

## Főbb művei

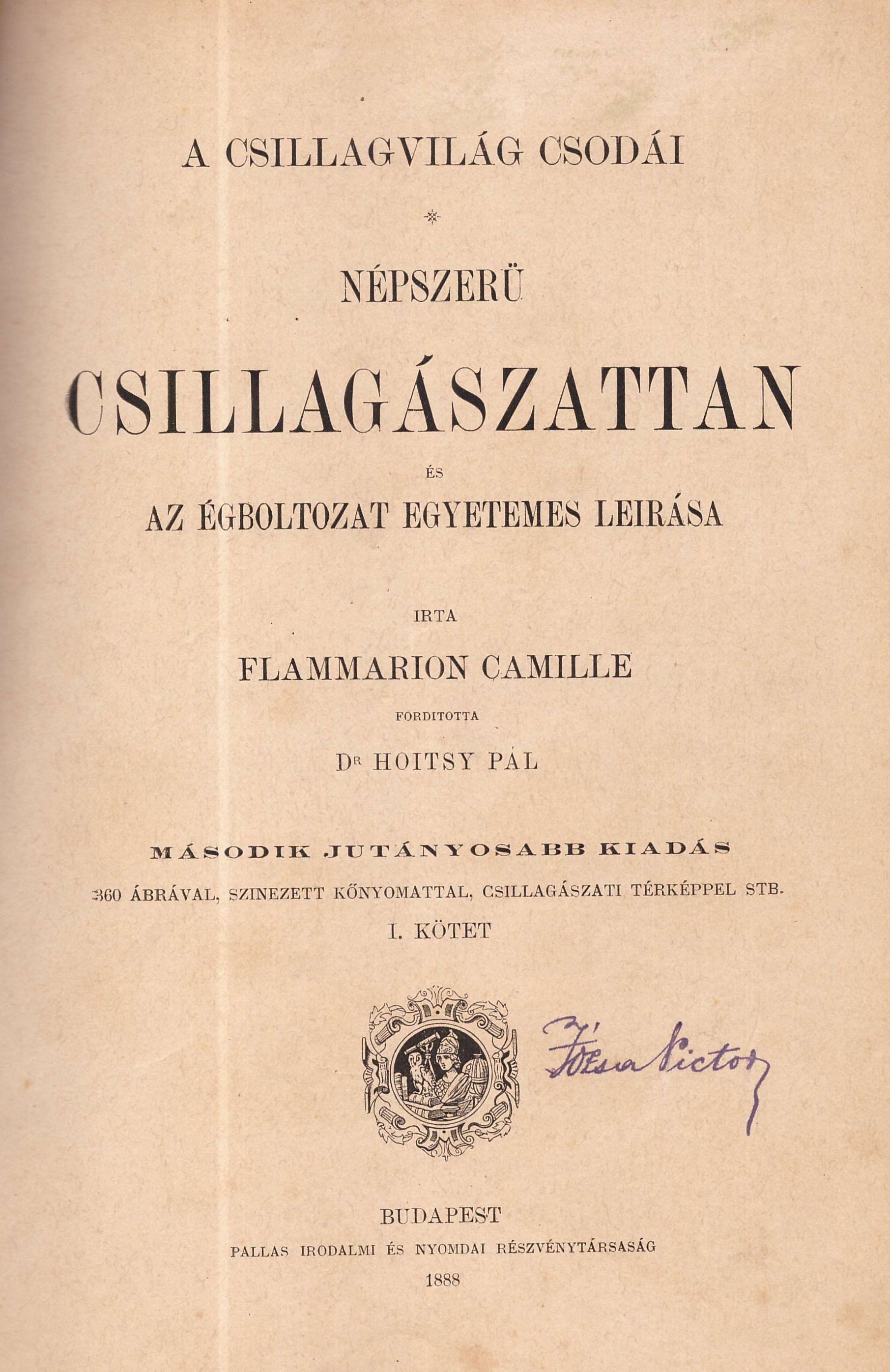
Népszerü csillagászattan (1888)

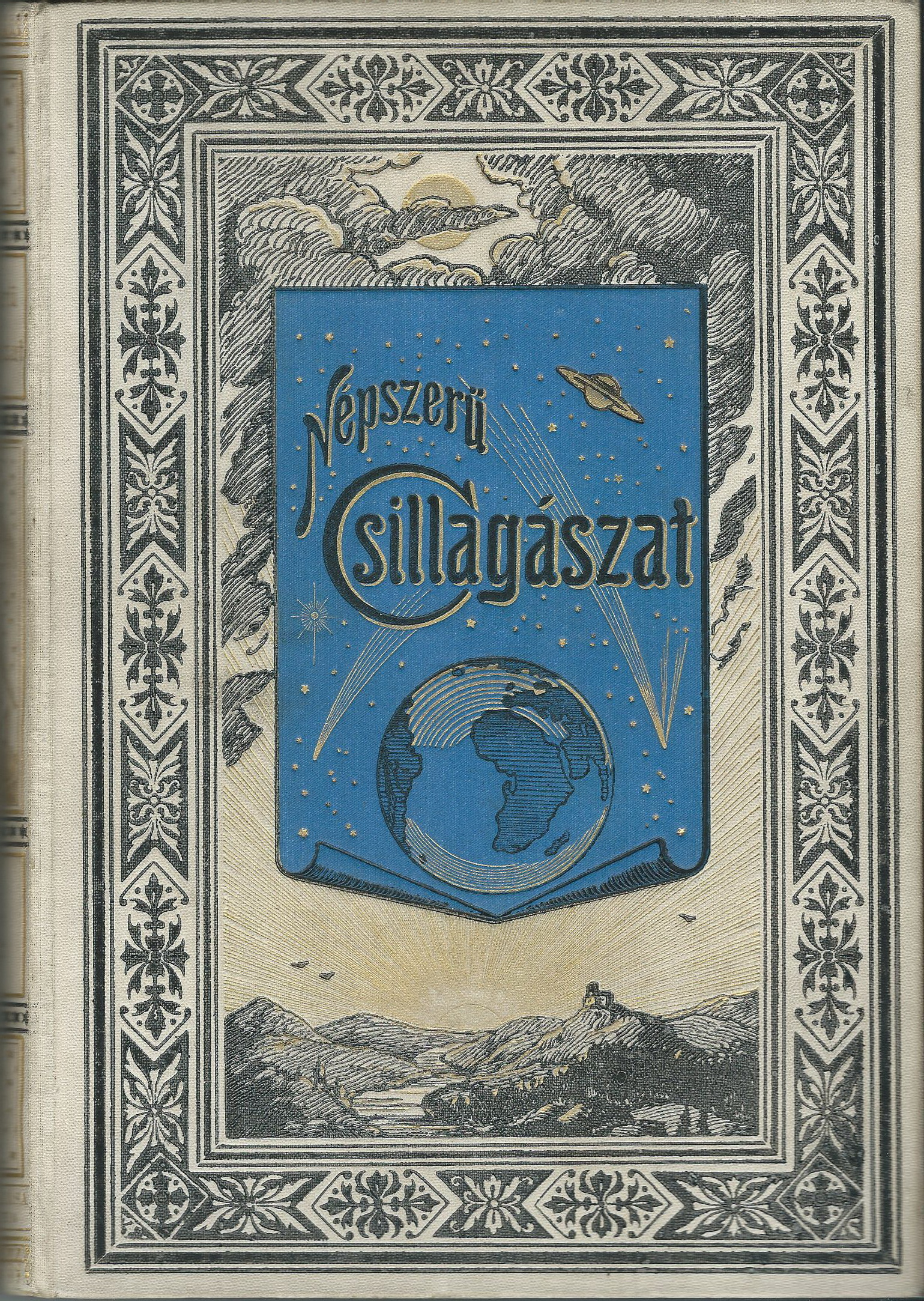
Népszerü csillagászat c. művének 1900-as magyar nyelvű kiadása

- La pluralité des mondes habités (1862)
- Les mondes imaginaires et les mondes réels (1864)
- Les merveilles célestes (1865)
- Dieu dans la nature (1866)
- Contemplations scientifiques (1868)
- Voyages aériens (1868)
- Études et lectures sur l’astronomie (1866-1891)
- Histoire du ciel (1872)
- L'atmosphère (1872)
- Vie du Copernic et histoire de la découverte du système du monde (1872)
- Astronomie populaire (1880)
- Les terres du ciel (1882)
- La planète Mars (1892)
- La fin du monde (1894)

## Magyarul megjelent művei
- Népszerü csillagászattan I-II., Budapest, 1888 (ford. Hoitsy Pál)
  - Népszerű csillagászattan. Az égboltozat egyetemes leírása; Rautmann, Bp., 1880–1881
    - 1. 1880; ford. Huszár Imre
    - 2. 1881; ford. Hoitsy Pál

  - A csillagvilág csodái. Népszerű csillagászattan és az égboltozat egyetemes leírása, 1-2.; ford. Hoitsy Pál; Pallas, Bp., 1888
  - Uránia; Légrády, Bp., 1890
  - Csillagászati olvasmányok; ford. Feleki József; Athenaeum, Bp., 1894
  - A világ vége; ford. Kenedy Géza; Légrády, Bp., 1894
  - Beszélgetések a végtelenségről; ford. Kompolti Ábrahám; Endrényi Ny., Szeged, 1895
  - Újabb csillagászati olvasmányok; ford. Feleki József; Athenaeum, Bp., 1897
  - Csillagos esték; ford. Tóth Béla; Lampel, Bp., 1893 (Magyar könyvtár)
  - A csillagok világa. Népszerü csillagászat, 1-2.; ford. Zempléni P. Gyula; Vass J., Bp., 1898
  - Lumen (Világosság); Légrády, Bp., 1899
  - Stella. Regény; ford. Tóth Béla; Légrády, Bp., 1900
- Utazás az égben (Magyar Géniusz 1893, ford. Huszár Vilmos)
- Csillagászati olvasmányok, Feleki József, Budapest, 1894
- A világ vége, Budapest, 1894, 1903 (ford. Kenedi Géza)
- Beszélgetések a végtelenségről, Szeged, 1895
- Ujabb csillagászati olvasmányok, Budapest, 1897
- Stella, Budapest, 1897
- Az Ismeretlen és a Lelki Problemák I-II., Budapest, 1901
- Uránia, Budapest, 1903
- Tíz millió év mulva, Budapest, 1903
- Lumen, Budapest, é. n. (1900 körül)
- Csillagos esték, Budapest, é. n.